# Hokej na lodzie na siedząco

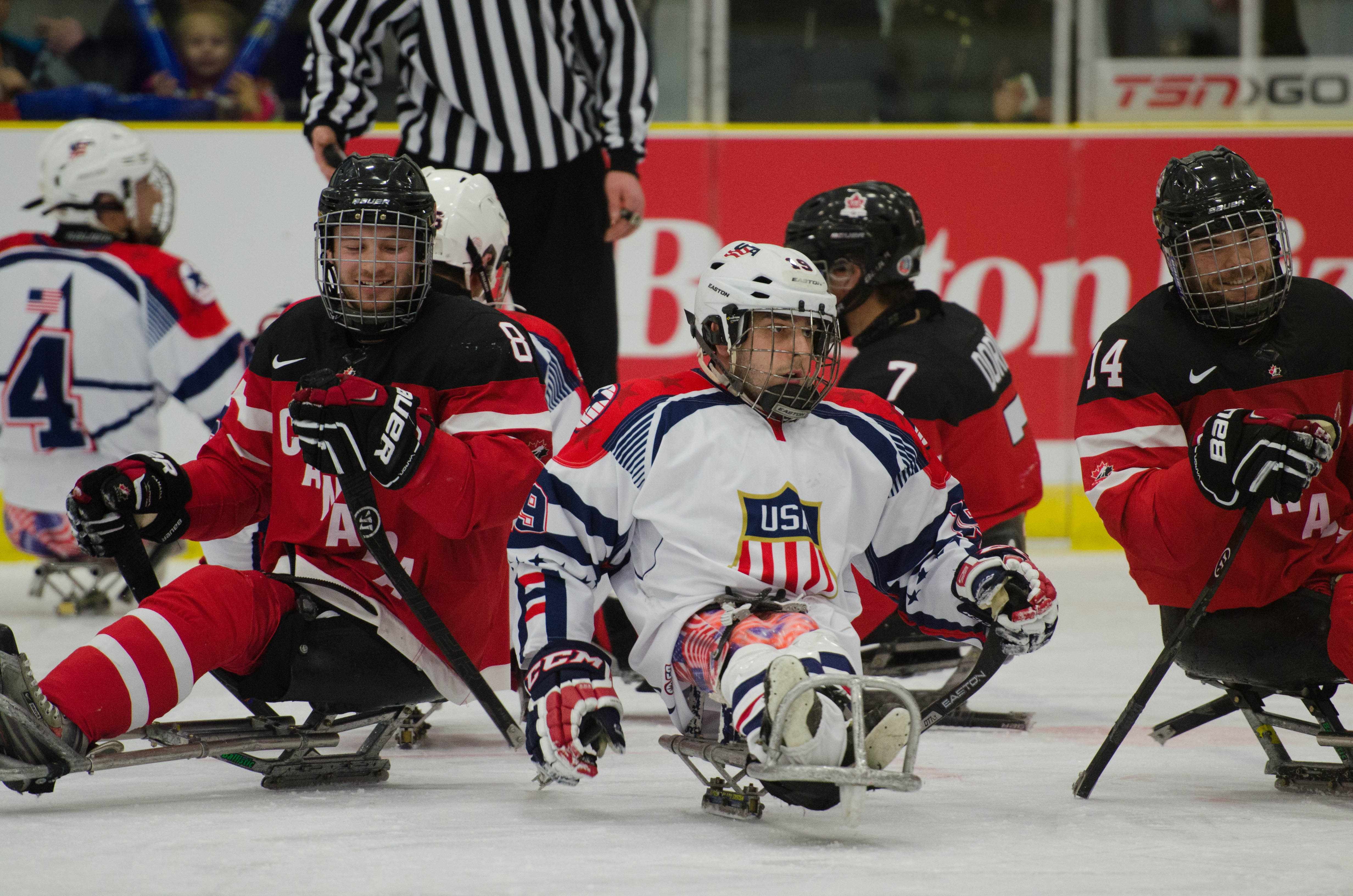
Mecz między Kanadą a USA

Hokej na lodzie na siedząco lub Hokej na sledżach (ang. Para ice hockey, wcześniej sledge hockey) – zespołowy sport dla niepełnosprawnych i sport integracyjny. Przeznaczony dla osób z porażeniem lub amputacją co najmniej jednej kończyny dolnej. Hokej na lodzie jeszcze niedawno uprawiali w przypadku osób niepełnosprawnych wyłącznie mężczyźni. Obecnie mogą w niego także grać kobiety.

## Zasady gry

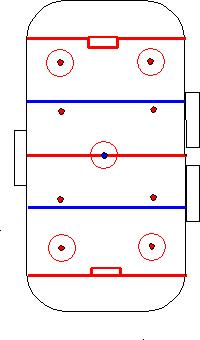
Lodowisko do para-hokeja. Na czerwono: linia środkowa i linie bramkowe. Na niebiesko: linie ataku.

Reguły gry są zbliżone do reguł hokeja na lodzie. Celem każdej z drużyn jest zdobywanie punktów za celne rzuty do bramki przeciwnika. Boisko ma wymiary 40 na 20 metrów. Zawodnicy poruszają się na specjalnych siedziskach, do których przytwierdzone są ostrza łyżew. Tępo zakończone kijki służą do napędu i podań krążka. Każda drużyna składa się z 6 zawodników na boisku łącznie z bramkarzem. Gra toczy się na lodowisku do hokeja i składa się z 3 tercji po 15 minut czystej gry. Przepisy są zbliżone do regularnego hokeja na lodzie: są wznowienia, są sytuacje spalone, gdy zawodnicy wjeżdżają w strefę przeciwnika bez krążka, przewinienia i kary za faule niedozwolone, np. używanie łokci w starciach indywidualnych, przytrzymywanie za koszulkę, podnoszenie kija powyżej głowy, atak przodem siedziska, atak na zawodnika bez krążka. Hokej na siedząco uprawiany jest w kilkunastu krajach i jest najbardziej widowiskową dyscypliną zimową przyciągającą tysiące widzów.

## Rozgrywki
Rozgrywki międzynarodowe rozgrywane są pod patronatem Międzynarodowego Komitetu Paraolimpijskiego. Wywodzi się ze Szwecji, uprawiany od lat 60. Od 1996 odbywają się mistrzostwa świata. Hokej na lodzie na siedząco od 1994 roku jest też sportem paraolimpijskim.